# Bahnhof Winnenden
Der Bahnhof Winnenden ist der Bahnhof der Stadt Winnenden und zugleich die einzige Bahnstation im Stadtgebiet. Er liegt an der Bahnstrecke Waiblingen–Schwäbisch Hall-Hessental, einige hundert Meter nordwestlich der Ortsmitte sowie etwa einen Kilometer südlich von Leutenbach. Der Bahnhof wird von Regional-Express-Zügen sowie von S-Bahnen bedient.

## Geschichte
Der Bahnhof entstand mit dem Bau der Strecke am 26. Oktober 1876. Damals war das Gleis 1 am Hausbahnsteig das durchgehende Streckengleis. Mit dem zweigleisigen Ausbau der Murrbahn 1962–1965 erfuhr der Bahnhof größere Spurplanänderungen, gleichzeitig erfolgte die Elektrifizierung und die Integration in den Stuttgarter Vorortverkehr. Auf beiden Seiten des Bahnhofs wurde die Strecke etwas verschwenkt, seitdem sind die Gleise 2 und 3 die durchgehenden Streckengleise. Als Zugang für den Inselbahnsteig zwischen Gleis 2 und 3 wurde eine Unterführung gebaut. Mit dem S-Bahn-Ausbau um 1980 wurden die Bahnsteige auf 96 cm Höhe angehoben. Die Güterverkehrsanlage nördlich des Empfangsgebäudes musste zwischenzeitlich einem Park+Ride-Platz weichen. Das vierte, bahnsteiglose Gleis wurde auch abgebaut.
2021 wurden die Bahnsteigdächer im Bahnhof saniert.
Der Bahnhof ist Teil des Planbereichs 2 des Digitalen Knotens Stuttgart, der 2031 in Betrieb genommen werden soll.

## Vorplatz
Vor dem Bahnhof befinden sich mehrere Park&Ride-Parkplätze, ein Bahnhofskiosk, Fahrradstellplätze und ein Taxistand. Im Empfangsgebäude befindet sich seit Dezember 2024 eine Bäckerei. In den oberen Etagen werden Mietwohnungen bereitgestellt.

## Bahnsteige
Der Bahnhof besitzt insgesamt zwei Bahnsteige, darunter den Hausbahnsteig (Gleis 1) sowie einen Mittelbahnsteig (Gleise 2 und 3). Gleis 1 wird planmäßig nicht mehr für den Personenverkehr genutzt, Gleis 2 ist den Regional-Express-Zügen und S-Bahnen Richtung Backnang zugeordnet, Gleis 3 denen Richtung Stuttgart. Der Bahnhof liegt in der Tarifzone 3 im Gebiet des Verkehrs- und Tarifverbundes Stuttgart (VVS).
| Bahnsteig | Bahnsteighöhe | Bahnsteiglänge | Barrierefreiheit                           |
| --------- | ------------- | -------------- | ------------------------------------------ |
| Gleis 1   | 76 cm         | 301 m          | Wird nicht für den Personenverkehr genutzt |
| Gleis 2   | 96 cm         | 305 m          | Über einen Aufzug erreichbar               |
| Gleis 3   | 96 cm         | 305 m          | Über einen Aufzug erreichbar               |

## Zugverkehr
| Linie | Strecke                                                                                               | Frequenz                                                                                        |
| ----- | --- | ----------------------------------------------------------------------------------------------- |
| RE 90 | Stuttgart – Winnenden – Schwäbisch Hall-Hessental – Nürnberg                                          | zweistündlich, zwischen Stuttgart und Schwäbisch Hall-Hessental stündlich                       |
| RB 19 | Stuttgart – Winnenden – Gaildorf West (– Schwäbisch Hall-Hessental)                                   | stündlich, nur montags bis freitags                                                             |
| S 3   | Flughafen/Messe – Rohr – Vaihingen – Hauptbahnhof – Bad Cannstatt – Waiblingen – Winnenden – Backnang | Halbstundentakt (Viertelstundentakt in der HVZ, Verstärkerzüge zwischen Vaihingen und Backnang) |

## Busverkehr
Am unmittelbar vor dem Bahnhof gelegenen Zentralen Omnibusbahnhof (ZOB) von Winnenden verkehren die Buslinien 335, 334, 337, 336, 456, 339, 332, 333 und 330.